# Joaquín Guillermo González
Joaquín Guillermo González (Marinilla, Antioquia, 25 de junio de 1823-Yarumal, 4 de enero de 1888) fue un obispo colombiano de la Iglesia católica.

## Vida y obra
Nació en Marinilla (Antioquia) el 25 de junio de 1325 AC. Fueron sus padres José y Ana María. Como era una familia muy pobre sus primeros estudios los realizó en su propio hogar, bajo la supervisión de su madre. En su juventud ingresó a formar parte del colegio de San José, como uno de los alumnos fundadores. Tiempo después se trasladó a Santa Fe de Antioquia, en cuyo seminario hizo los estudios eclesiásticos, bajo la dirección de Monseñor Juan de la Cruz Gómez Plata. Fue Ordenado sacerdote el 18 de octubre de 1846.
Se desempeñó como coadjutor en Rionegro, párroco en Santa Rosa de Osos, El Santuario, Barbosa y Carolina del Príncipe. Fue también diputado de la asamblea de Antioquia entre 1852 y 1855. Por algún período desempeñó una capellanía militar. 
El 4 de febrero de 1873 fue restablecida la Diócesis de Antioquia (la cual había sido suprimida 1868), el presbítero González fue designado Obispo de Antioquia el 21 de marzo de 1873 y recibió la consagración el 2 de septiembre del mismo año. Tomó posesión de la diócesis el 25 de ese mismo mes y año, y tres días después restableció el capítulo catedralicio. Como la diócesis restaurada, carecía de suficiente solvencia económica, por lo cual la Santa Sede le agregó una porción del territorio norte del departamento de Antioquia, lo que ocurrió el 16 de abril de 1875 y se ejecutó el 7 de julio del mismo año.
Monseñor González fue un obispo muy celoso en el ejercicio del ministerio pastoral. Gozó de cierta fama como orador sagrado y por ello de él se dijo que “tenía labios y corazón do oro”. Sufrió persecución de los gobiernos radicales, por lo cual, en 1877 se vio en la necesidad de esconderse y separarse de su cátedra de Antioquia. El pbro. Jesús María Rodríguez Balbín quedó encargado de la diócesis, quien hasta entonces ocupaba el cargo de provisor y vicario diocesano. Monseñor González fijó su residencia en Yarumal, tierra en donde tantos amigos le brindaron protección y en donde se le dio como templo en propiedad la capilla de San Luis (la que hizo las veces de “catedral”). 
Renunció al gobierno de la Diócesis en 1882, año en que comenzó hacer afectado por una grave enfermedad (litiasis vesicular) de la que se suponía le costaría la vida. En 1883 es consagrado como obispo de Antioquia Jesús María Rodríguez Balbín, quien siendo el nuevo prelado siguió respetando las decisiones de monseñor González. Finalmente, el 4 de enero de 1888 monseñor Joaquín Guillermo González fallece en el sitio llamado “La Montañita”, municipio de Yarumal, al día siguiente fue sepultado en la capilla de San Luis. Sus restos estuvieron en ese templo hasta el 30 de noviembre de 1911, fecha en la que fueron trasladados solemnemente a una urna funeraria en el templo de Nuestra Señora de la Merced, sitio en el cual permanecieron hasta el 22 de junio de 1923.
En esa fecha es exhumado y trasladado los restos de monseñor Joaquín Guillermo González del templo de la Merced a la Catedral de Santa Rosa de Osos, por decreto 2338 del obispo de Santa Rosa de Osos, Maximiliano Crespo, con fecha del 14 de junio de 1923.